# راس ۲۴۸
راس ۲۴۸ یک ستاره است که در صورت فلکی زن برزنجیر قرار دارد.